# بوی گوبرت
بوی گوبرت (آلمانی: Boy Gobert؛ ۵ ژوئن ۱۹۲۵ – ۳۰ مهٔ ۱۹۸۶) بازیگر تئاتر، بازیگر سینما و بازیگر تلویزیون اهل کشور آلمان بود. وی بین سال‌های ۱۹۵۴ تا ۱۹۸۶ میلادی فعالیت می‌کرد.
از فیلم‌ها یا برنامه‌های تلویزیونی که وی در آن نقش داشته‌است می‌توان به دهه پنجاه وحشی اشاره کرد.